# IC 1571
IC 1571 је спирална галаксија у сазвјежђу Кит која се налази на листи објеката дубоког неба у Индекс каталогу.
Деклинација објекта је - 0° 19' 49" а ректасцензија 0h 40m 37,8s. Привидна величина (магнитуда) објекта IC 1571 износи 13,8 а фотографска магнитуда 14,6. IC 1571 је још познат и под ознакама UGC 432, MCG 0-2-121, CGCG 383-66, PGC 2440.